# 1137
سنة 1137 كانت سنة بسيطة تبدأ يوم الجمعة (الرابط يظهر نموذج التقويم الكامل للسنة) من التقويم اليولياني.

## مواليد
- ابن الدهان الواسطي لغوي عراقي
- ابن قلاقس الإسكندري
- ماثيو، كونت بولوني

## وفيات
- ابن خفاجة
- لويس السادس